# Gilles Ebersolt
Gilles Ebersolt, va néixer el 1957 a Nantes, és un arquitecte i inventor francès. És particularment conegut per ser el dissenyador del rai dels cims, una extensa plataforma per ser dipositat a la part superior del cobricel arbori per l'observació, i el globus, un sistema de locomoció que consta de dues esferes de plàstic anidades.

## Publicacions
- Le radeau des cimes, amb Dany Cleyet-Marrel i Francis Hallé, editorial Jean-Claude Lattès, 2000, ISBN 978-2709620451
- Über den Wipfeln des Regenwaldes, editorial Frederking u. Thaler, 2004, ISBN 978-3894052300